# Ciudad Imperial Libre de Besançon
La Ciudad Imperial Libre de Besançon (en alemán: Reichstadt Besançon) era una ciudad imperial libre y autónoma que formaba parte del Sacro Imperio Romano Germánico. Su capital era Besançon.
Desde 1184 hasta 1654 la ciudad de Besançon fue una ciudad imperial libre (en alemán: Freie Reichsstadt) como lo muestra el escudo de armas hasta hoy, actualmente llamada Bisanz. 
La ciudad se separó por primera vez del gobierno del condado de Borgoña en 1034 como un principado-obispado, un estado eclesiástico en el Sacro Imperio Romano Germánico. La ciudad estaba gobernada por el Príncipe-Arzobispado de Besançon, aunque más tarde la mayor parte de su poder recaería en un consejo dentro de la ciudad. La ciudad imperial libre encerraba solo la ciudad de Besançon en el Franco Condado por lo que durante gran parte del tiempo estuvo controlada por quienes controlaban el acceso a través de las tierras circundantes, primero por los duques de Borgoña, y luego por los Habsburgo. Finalmente, perdió su estatus imperial pero siguió siendo una ciudad libre.

## Historia

### Inmediación imperial
Besançon pasó a formar parte del Sacro Imperio Romano Germánico en 1034, junto con el resto del Franco Condado.
En 1184, la ciudad se convirtió en el arzobispado de Besançon , ganando autonomía como ciudad libre imperial bajo el Sacro Emperador Romano Germánico. El arzobispo de Besançon fue elevado a príncipe del Sacro Imperio Romano Germánico en 1288. Los obispos anteriores, como san Hugo I, habían sido considerados príncipes del Imperio.  La estrecha conexión con el Imperio se refleja en el escudo de armas de la ciudad.
En 1290, después de un siglo de lucha contra el poder de los arzobispos, el emperador reconoció la independencia de Besançon.
En agosto de 1336, el duque de Borgoña intentó tomar Besançon tras una disputa con el clero del Franco Condado. El duque envió 9.000 soldados que acamparon en Saint-Ferjeux, cerca de Planoise. El duque abandonó el asedio al cabo de unos meses.
La ciudad cayó en una serie de disputas con su arzobispo y buscó la ayuda de una serie de protectores externos, o capitanes, como Felipe el Bueno. En el siglo XV, Besançon cayó bajo la influencia de los duques de Borgoña , aunque nunca reconoció su soberanía.

### Control de los Habsburgo
Tras el matrimonio de María de Borgoña con Maximiliano I, emperador del Sacro Imperio Romano Germánico, en 1477, la ciudad pasó a ser un feudo de los Habsburgo. En 1519, Carlos V, rey de España, se convirtió en emperador del Sacro Imperio Romano Germánico, lo que le convirtió en señor del Franco Condado y de Besançon, que por entonces era una ciudad alemana francófona. Besançon trataba a los Habsburgo como sus protectores, del mismo modo que antes habían tratado a los duques de Borgoña.
En 1526 la ciudad obtuvo el derecho a acuñar monedas, que siguió acuñando hasta 1673. No obstante, todas las monedas llevaban el nombre de Carlos V.
Cuando Carlos V abdicó en 1555, entregó el Franco Condado a su hijo, Felipe II, rey de España. Besançon siguió siendo una ciudad imperial libre bajo la protección del rey de España. En 1575, tras la muerte de Carlos IX de Francia, los hugonotes intentaron apoderarse de Besançon para convertirla en una fortaleza, lo que significó que la ciudad tuvo que aceptar una guarnición española para su protección, lo que supuso un importante declive de su estatus independiente.
En 1598, Felipe II entregó la provincia a su hija al casarse con un archiduque austríaco. Formalmente permaneció como parte del Imperio hasta su cesión de Austria a España, junto con el Franco Condado, en la Paz de Westfalia de 1648.  La ciudad perdió su condición de ciudad libre en 1651 como reparación por otras pérdidas que los españoles habían sufrido en la Guerra de los Treinta Años. Después de cierta resistencia, esto fue finalmente confirmado por Besançon en 1654, aunque Besançon mantuvo un alto grado de autonomía interna. 

### Disputas con Francia
En 1667, Luis XIV reclamó el Franco Condado como consecuencia de su matrimonio con María Teresa de España. Como parte de la Guerra de Devolución, las tropas francesas llegaron a la zona en 1668. Besançon intentó argumentar que era neutral en cualquier hostilidad, ya que era una Ciudad Imperial Libre del Sacro Imperio Romano Germánico, algo que el comandante francés, el Príncipe de Condé, rechazó por arcaico. Los franceses aceptaron términos de rendición muy generosos con las autoridades de la ciudad, que incluían el traslado de la universidad de la entonces todavía recalcitrante Dole.  También hubo rumores de que el Parlamento regional podría ser trasladado desde Dole. La ciudad también estableció que se les dejaría la reliquia de un fragmento del Santo Sudario y que los protestantes no deberían tener libertad de conciencia de la misma manera que la tenían en el resto de Francia.

### Fin
Mientras estaba en manos francesas, el famoso ingeniero militar Vauban visitó la ciudad y trazó planes para su fortificación. El Tratado de Aquisgrán la devolvió a España en cuestión de meses a cambio de la ciudad de Frankenthal.
Los españoles construyeron el principal centro defensivo de la ciudad, "la Ciudadela", emplazándola sobre el monte Saint-Étienne, que cierra el recodo del río que encierra la ciudad antigua. En su construcción, siguieron los diseños de Vauban.
A partir de ese momento creció una gran facción pro-francesa entre algunos habitantes de la ciudad.